# Juan Alberto Gutiérrez
Juan Alberto Gutiérrez Aguilar (San José; 6 de marzo de 1948) es un exfutbolista costarricense que jugaba como portero.

## Trayectoria
Debutó el 1 de julio de 1964 con el Deportivo Nicolás Marín, en victoria ante Herediano de 3-1. En 1970 pasó al Deportivo Saprissa, en 1975 fue prestado al Alianza de la Primera División de El Salvador, en 1978 jugó en Sarchí de Alajuela y se retiró en 1982 con su primer equipo, el ahora llamado Municipal San José.

## Selección nacional
Jugó por primera vez con la selección de Costa Rica el 14 de septiembre de 1969, cayendo ante El Salvador de visitante 1-2. Defendió un total de diez veces a su país.

### Participaciones en Campeonatos Concacaf
| Copa                                          | Sede              | Resultado     | Part. |
| --------------------------------------------- | ----------------- | ------------- | ----- |
| Campeonato de Naciones de la Concacaf de 1969 | Costa Rica        | Campeón       | 0     |
| Campeonato de Naciones de la Concacaf de 1971 | Trinidad y Tobago | Tercer puesto | 1     |

## Clubes
| Club               | País        | Año       |
| ------------------ | ----------- | --------- |
| Nicolás Marín      | Costa Rica  | 1964-1970 |
| Saprissa           | Costa Rica  | 1970-1978 |
| Alianza (cesión)   | El Salvador | 1975      |
| Sarchí de Alajuela | Costa Rica  | 1978-1979 |
| Municipal San José | Costa Rica  | 1979-1982 |

## Palmarés

### Títulos nacionales
| Título               | Equipo             | País       | Año  |
| -------------------- | ------------------ | ---------- | ---- |
| Segunda División     | Nicolás Marín      | Costa Rica | 1966 |
| Torneo de Copa       | Nicolás Marín      | Costa Rica | 1967 |
| Primera División     | Saprissa           | Costa Rica | 1972 |
| Torneo de Copa       | Saprissa           | Costa Rica | 1972 |
| Primera División     | Saprissa           | Costa Rica | 1973 |
| Primera División     | Saprissa           | Costa Rica | 1974 |
| Primera División     | Saprissa           | Costa Rica | 1975 |
| Campeón de Campeones | Saprissa           | Costa Rica | 1976 |
| Primera División     | Saprissa           | Costa Rica | 1976 |
| Primera División     | Saprissa           | Costa Rica | 1977 |
| Segunda División     | Municipal San José | Costa Rica | 1980 |

### Títulos internacionales
| Título                                | Equipo (*) | Sede     | Año  |
| ------------------------------------- | ---------- | -------- | ---- |
| Campeonato de Naciones de la Concacaf | Costa Rica | San José | 1969 |
| Copa Fraternidad Centroamericana      | Saprissa   | San José | 1972 |
| Copa Fraternidad Centroamericana      | Saprissa   | San José | 1973 |
| Copa Fraternidad Centroamericana      | Saprissa   | San José | 1978 |

(*) Incluyendo la selección.